# Кархово
Кархово (пол. Karchowo) — село в Польщі, у гміні Кшеменево Лещинського повіту Великопольського воєводства.
Населення — 195 осіб (2011).

## Демографія
Демографічна структура станом на 31 березня 2011 року:
|          | Загалом | Допрацездатний вік | Працездатний вік | Постпрацездатний вік |
| -------- | ------- | ------------------ | ---------------- | -------------------- |
| Чоловіки | 95      | 30                 | 57               | 8                    |
| Жінки    | 100     | 18                 | 61               | 21                   |
| Разом    | 195     | 48                 | 118              | 29                   |